# Trachyxiphium cuspidatissimum
Trachyxiphium cuspidatissimum là một loài rêu trong họ Pilotrichaceae. Loài này được (Hampe) Vaz-Imbassahy & D. Costa mô tả khoa học đầu tiên năm 2009.